# 3750 Ілізаров
3750 Ілізаров (3750 Ilizarov) — астероїд головного поясу, відкритий 14 жовтня 1982 року.
Тіссеранів параметр щодо Юпітера — 3,220.